# Adolfo López Mateos, General Plutarco Elías Calles
Adolfo López Mateos är en ort i Mexiko.   Den ligger i kommunen General Plutarco Elías Calles och delstaten Sonora, i den nordvästra delen av landet, 1 900 km nordväst om huvudstaden Mexico City. Adolfo López Mateos ligger 421 meter över havet och antalet invånare är 201.
Terrängen runt Adolfo López Mateos är huvudsakligen platt, men åt sydväst är den kuperad. Runt Adolfo López Mateos är det mycket glesbefolkat, med 2 invånare per kvadratkilometer. Närmaste större samhälle är Sonoyta, 5,7 km väster om Adolfo López Mateos. Omgivningarna runt Adolfo López Mateos är i huvudsak ett öppet busklandskap.